# HeidiSQL
HeidiSQL, перед тим відома як MySQL-Front — вільний відкритий клієнт, або фронтенд, для управління базами даних, розроблений німецьким програмістом Анзґаром Бекером (Ansgar Becker) та кількома іншими розробниками, написаний на Delphi, підтримує з'єднання та роботу з MySQL, їхні форки, таких як MariaDB та Percona, а також Microsoft SQL Server, починаючи з версії 7.0. Щоб управляти базою даних з HeidiSQL, користувач має увійти на локальний або віддалений сервер MySQL з прийнятним паролем, створивши сесію. В рамках цієї сесії користувач може управляти базами даних MySQL на сервері MySQL, і від'єднатися після закінчення роботи. Можливості програми  цілком достатні для більшості операцій із загальними та просунутими базами даних, таблицями та записами, але розробка залишається у активному стані, щоб забезпечити повну функціональність, котра очікується від фронтенду MySQL.

## Історія
Анзґар Бекер почав розробку фронтенда для MySQL у 1999 і назвав проект "MySQL-Front"; він використовував шар прямого API, написаний Матіасом Фіхтнером (Matthias Fichtner) для з'єднання з сервером MySQL і базами даних на ньому.
Приватна розробка продовжувалася до версії 2.5, до квітня 2006, коли Анзґар відкрив сирцевий код на SourceForge, і перейменував проект на "HeidiSQL". HeidiSQL був перероблений для використання новішого і популярнішого шару інтерфейсу з базами даних, ZeosLib,, який дебютував з версії 3.0, випущеної у квітні 2006.
Через обмеження хостингу проектів SourceForge та інші порівняльні переваги (такі як швидкодія, можливості), Анзґар перемістив репозиторій HeidiSQL та відстеження вад/особливостей на Google Code у травні 2008. HeidiSQL був переписаний для використання налаштовуваних реалізацій інтерфейсів до баз даних замість існуючих бібліотек.
Підтримка Microsoft SQL Server була додана в березні 2011 року для версії 7.0. Починаючи з версії 8.0, HeidiSQL пропонує свій графічний інтерфейс приблизно 22 мовами, крім англійської. Переклади надаються користувачами з різних країн через Transifex. Підтримка PostgreSQL була введена в березні 2014 року для версії 9.0.
На початку 2018 року в Microsoft Store було опубліковано дещо розширену версію v9.5.
Підтримка SQLite була введена в березні 2020 року для версії 11.0.

## Можливості
Через свій графічний інтерфейс HeidiSQL може виконувати такі операції
З'єднання з сервером
- множинні збережені сесії із пам'яттю з'єднань та автентифікації
- стиснений протокол клієнт/сервер для сумісних серверів
- з'єднання з сервером через TCP/IP, іменовані канали (сокети) або тунельний протокол (SSH)
- множинні паралельні сесії в одному вікні
- управління користувачами на сервері: додавання, вилучення та редагування користувачів та їхніх паролів
- управління привілеями користувачів глобально та на бази даних
- експорт баз даних у SQL-файли або на інші сервери
- множинні вкладки для запитів, кожна з яких має під-вкладки для відображення результатів запитів

Робота з серверами
- перегляд та фільтрація всіх серверних змінних, таких як system_time_zone
- редагування всіх серверних змінних, як сесійних, так і з глобального діапазону
- перегляд статистичних змінних сервера, і середніх величин за годину та секунду
- можна аналізувати запущені SQL процеси з можливістю вбити погані процеси
- перегляд статистики команд з процентним індикатором на SQL команди

Бази даних
- список всіх баз даних на сервері, з'єднання з обраною базою для роботи з її таблицями і даними
- перегляд підсумкової інформації про відкриті бази даних та розміри таблиць у KB/MB/GB у деревовидній структурі про бази/таблиці
- створення нових, зміна існуючих імен баз даних, кодових сторінок і символьного впорядкування, вилучення баз даних
- таблиці, види, процедури, тригери та події
- перегляд всіх об'єктів всередині бази даних; опорожнення, перейменування та вилучення об'єктів
- редагування столбців, індексів та зовнішніх ключів таблиць. Підтримуються віртуальні стовпці на серверах MariaDB
- редагування запитів та установок
- редагування тіла та параметрів SQL процедур
- редагування тіла та установок SQL тригерів
- редагування тіла та часових установок запланованих SQL подій

## jHeidi
Існує версія, написана на Java, і призначена для роботи на комп'ютерах Mac та Linux, але проект jHeidi призупинений з березня 2010. Сторінка проекту: heidisql.com/jheidi/

## Виноски
1. ↑  mysql.pas - Client API for MySQL Database Servers [Архівовано 8 серпня 2002 у Library of Congress], by Matthias Fichtner
2. ↑  ZeosLib - Delphi database components for MySQL, PostgreSQL, Interbase, Firebird, MS SQL, Sybase, Oracle and SQLite [Архівовано 28 грудня 2016 у Wayback Machine.], SourceForge
3. ↑  Partial list of major features [Архівовано 15 квітня 2017 у Wayback Machine.], HeidiSQL.com
4. ↑  Screenshots of GUI features and descriptions [Архівовано 6 квітня 2017 у Wayback Machine.], HeidiSQL.com